# (7105) Yousyozan
(7105) Yousyozan (1977 DB1) – planetoida z grupy pasa głównego asteroid okrążająca Słońce w ciągu 3,74 lat w średniej odległości 2,41 j.a. Odkryta 18 lutego 1977 roku.